# 22920 Kaitduncan
22920 Kaitduncan este un asteroid din centura principală de asteroizi.

## Descriere
22920 Kaitduncan este un asteroid din centura principală de asteroizi. A fost descoperit pe 2 octombrie 1999 la Socorro, New Mexico, în cadrul proiectului LINEAR. Asteroidul prezintă o orbită caracterizată de o semiaxă mare de 2,94 ua, o excentricitate de 0,09 și o înclinație de 3,1° în raport cu ecliptica.